# Tyrese Gemert
Tyrese Gemert (Amsterdam, 15 oktober 2001) is een Nederlands voetballer die als verdediger voor Olympia Haarlem speelt.

## Carrière
Tyrese Gemert speelde in de jeugd van VPV Purmersteijn, VV Kwadijk, SC Buitenveldert, Olympia Haarlem, FC Utrecht en sc Heerenveen. In 2021 maakte hij de overstap naar het eerste elftal van Telstar. Hij debuteerde in het betaald voetbal op 17 december 2021, in de met 0-0 gelijkgespeelde thuiswedstrijd tegen Jong PSV. Hij kwam in de 85e minuut in het veld voor Anthony Berenstein. Later in het seizoen viel hij nog tweemaal in, tegen De Graafschap en Helmond Sport. In 2022 vertrok hij bij Telstar, waarna hij na een jaar terugkeerde bij zijn jeugdclub Olympia Haarlem.

### Statistieken
| Seizoen                     | Club           | Land           | Competitie     | Competitie | Competitie | Beker | Beker | Totaal | Totaal |
| Seizoen                     | Club           | Land           | Competitie     | Wed.       | Dlp.       | Wed.  | Dlp.  | Wed.   | Dlp.   |
| --------------------------- | -------------- | -------------- | -------------- | ---------- | ---------- | ----- | ----- | ------ | ------ |
| 2021/22                     | Telstar        | Nederland      | Eerste divisie | 3          | 0          | 0     | 0     | 3      | 0      |
| Carrièretotaal              | Carrièretotaal | Carrièretotaal | Carrièretotaal | 3          | 0          | 0     | 0     | 3      | 0      |
| Bijgewerkt op 12 april 2024 |                |                |                |            |            |       |       |        |        |